# التجمع من أجل الديمقراطية والاشتراكية
التجمع من أجل الديمقراطية والاشتراكية (بالفرنسية: Rassemblement pour la Démocratie et le Socialism)‏ هو حزب سياسي في بوركينا فاسو بقيادة سالفو تيودور ويدراوغو. 

## التاريخ
تأسس الحزب في 20 يونيو 2009.  حصل على 0.8 ٪ من الأصوات في الانتخابات البرلمانية 2012، وفاز بمقعد واحد في الجمعية الوطنية.